# Port lotniczy Anduki
Port lotniczy Anduki – port lotniczy położony w Seria. Jest drugim co do wielkości portem lotniczym w Brunei.